# Deutscher Doppelkopf-Verband
Der Deutsche Doppelkopf-Verband (DDV) wurde 1982 gegründet und bildet den Dachverband für Doppelkopf-Vereine in Deutschland.

## Geschichte
Doppelkopf ist das beliebteste Kartenspiel für vier Spieler im Nord-, West- und Mittel-Deutschland. Die Spielregeln wurden erstmals 1811 schriftlich beschrieben, Das moderne Spiel entwickelte sich jedoch erst gegen Ende des 19. Jahrhunderts, Ursprünglich aus Sachsen stammend, etablierte es sich in Norddeutschland, bevor es sich aufgrund seiner Beliebtheit bei den Soldaten während der beiden Weltkriege nach Süden und Westen ausbreitete.
Der Deutsche Doppelkopf-Verband wurde am 27. März 1982 in Braunschweig anlässlich der ersten deutschen Einzelmeisterschaft gegründet. An diesem Tag traten 16 Vereine dem Verband bei, von denen sieben noch heute Mitglieder sind: der 1. DDC Braunschweig, Janus Darmstadt, 1. DC Freiburg, DC Hannover, DC Vollwasser Kassel, 1. Offenbach DV 81 und DC Keine Neun Wiesbaden. Die Zahl der Einzelmitglieder ist seitdem stetig gestiegen, von knapp 400 im Jahr 1982 auf heute fast 1000. Gleichzeitig stieg die Zahl der Vereine von 16 auf 69.
Der Verband ist ein gemeinnütziger, eingetragener Verein und eine tragende Säule der Doppelkopfkultur in Deutschland.

## Rolle
Der Deutsche Doppelkopf-Verband fungiert nicht nur als Dachverband der Vereine, sondern legt auch die offiziellen Regeln fest und veranstaltet bundesweite Wettbewerbe. Er fördert außerdem die Gründung neuer Vereine.